# Virga (meteorología)

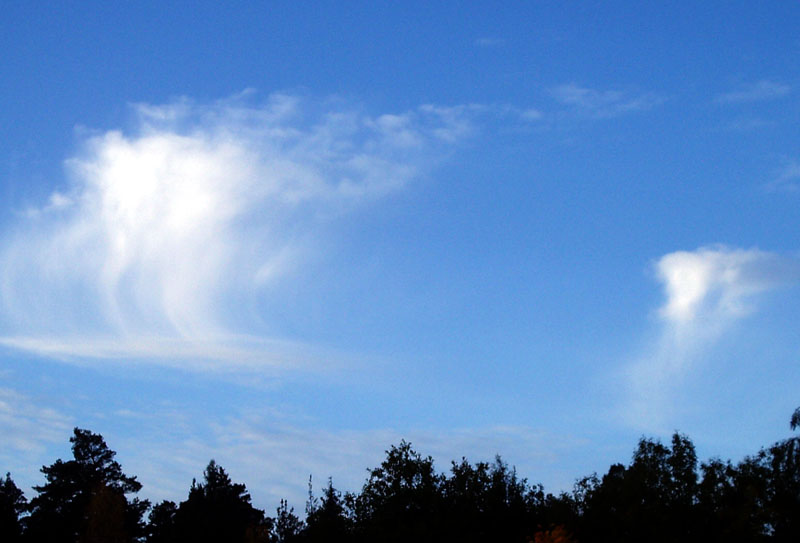
Altocúmulos virga

En meteorología, virga es el hidrometeoro que cae de una nube pero que se evapora antes de alcanzar el suelo. A grandes altitudes, la precipitación cae mayormente como cristales de hielo antes de que se derrita y finalmente se evapore. Se debe fundamentalmente al calor de compresión debido al incremento de la presión atmosférica acercándose al suelo. Es más común en el desierto, a veces, en llanuras cerca de la costa, y muy rara vez en otras partes del mundo. 
La virga puede causar diversos efectos meteorológicos, debido a que, a medida que la lluvia líquida va pasando a forma de vapor, sustrae mucho calor del aire debido al mayor calor de vaporización del agua. Estos pequeños empaquetamientos de aire extremadamente frío descienden rápidamente, creando una microturbulencia sumamente peligrosa para la navegación aérea.
Una virga puede desempeñar un papel en la génesis de la célula de una tormenta, donde partículas livianas de una nube se incorporan dentro de masas de aire cercano supersaturado, actuando como núcleos para el siguiente cumulonimbus como nube de tormenta, y continuar así formando tormentas.

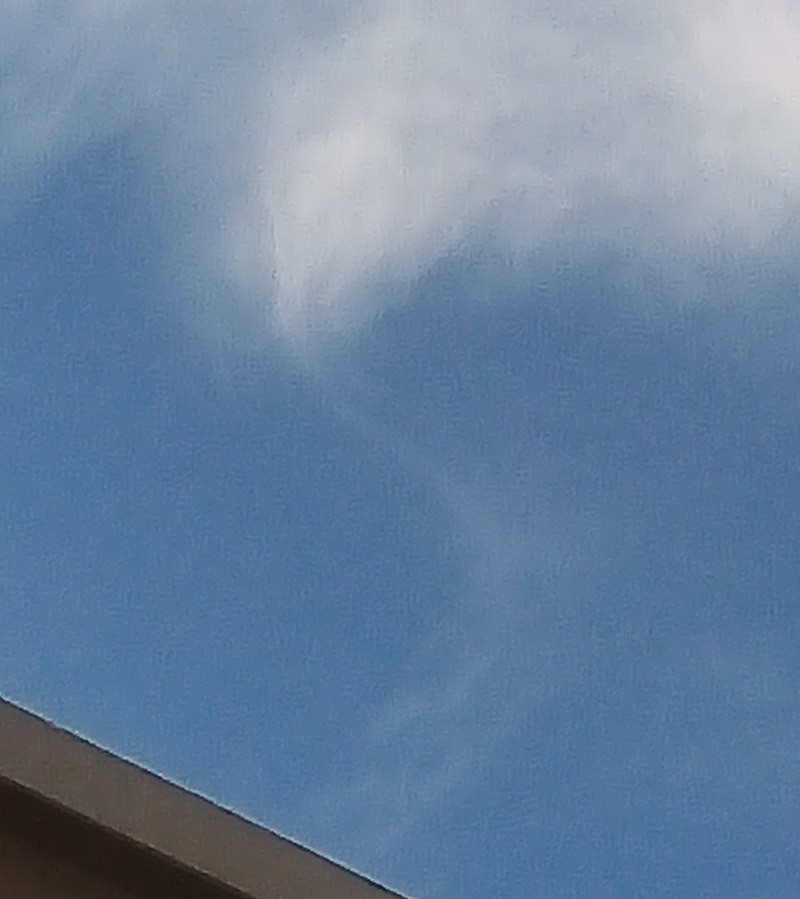
Virga en forma de nube embudo.

Una virga puede producir algunas escenas, especialmente en los atardeceres rojizos. La luz roja puede lograr hacer visibles los chorros de aire y la lluvia cayendo, mientras vientos ascendentes empujan más allá del borde máximo de la virga, formando un ángulo, haciendo aparecer a las nubes como en forma de comas.
«Virga» es un término latino para una rama, y los objetos que se hacen de ella, como un palo, una vara, una barra.
También es un acrónimo para Variable Intensity Rain Gradient Aloft, significando que el gradiente de lluvia varía en intensidad dependiente de la altitud. Así como la precipitación se evapora a medida que va cayendo, su intensidad disminuye. 
Otro nombre para la virga es «lluvia fantasma».

## Galería

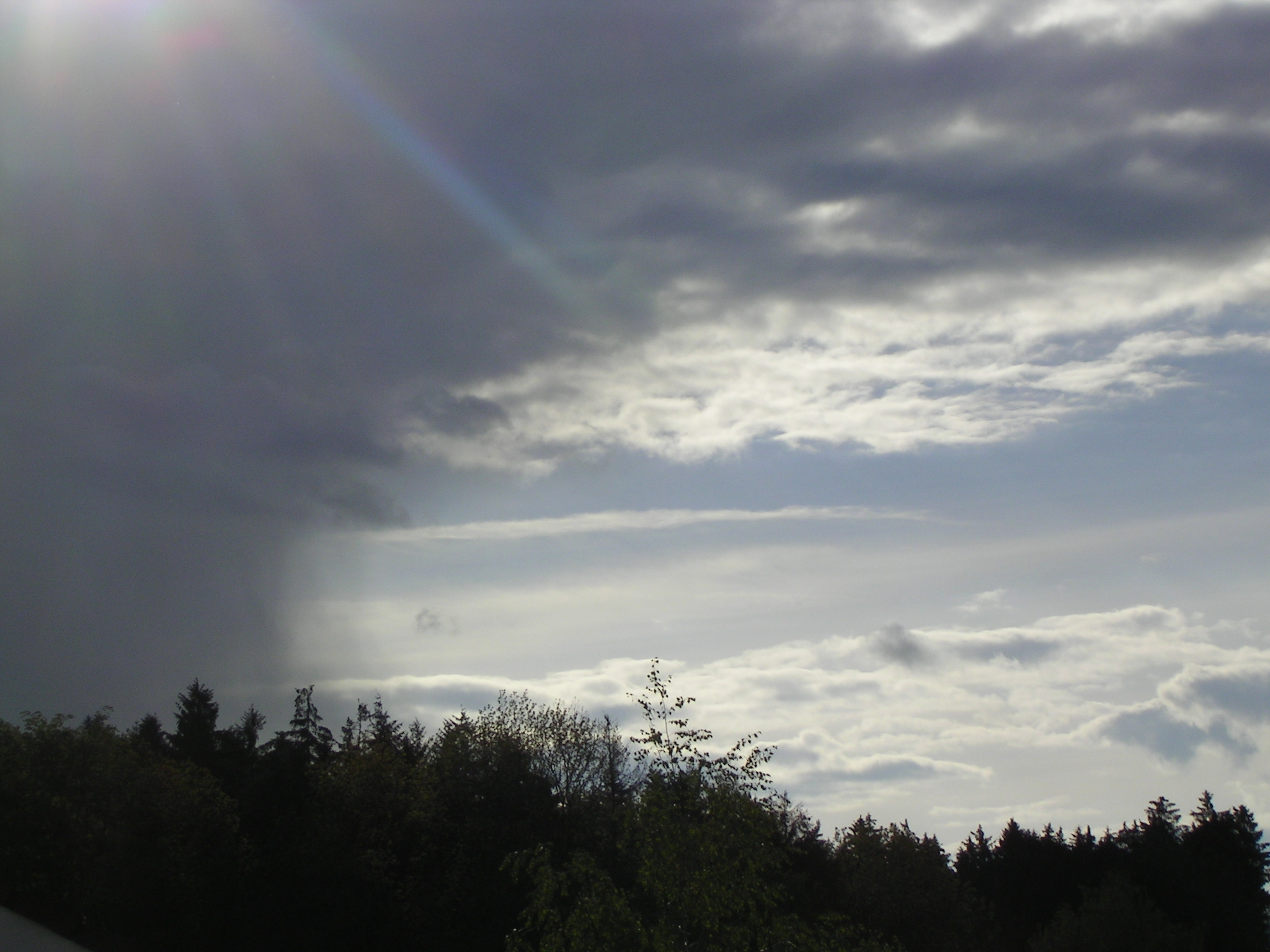
Altostratus virga
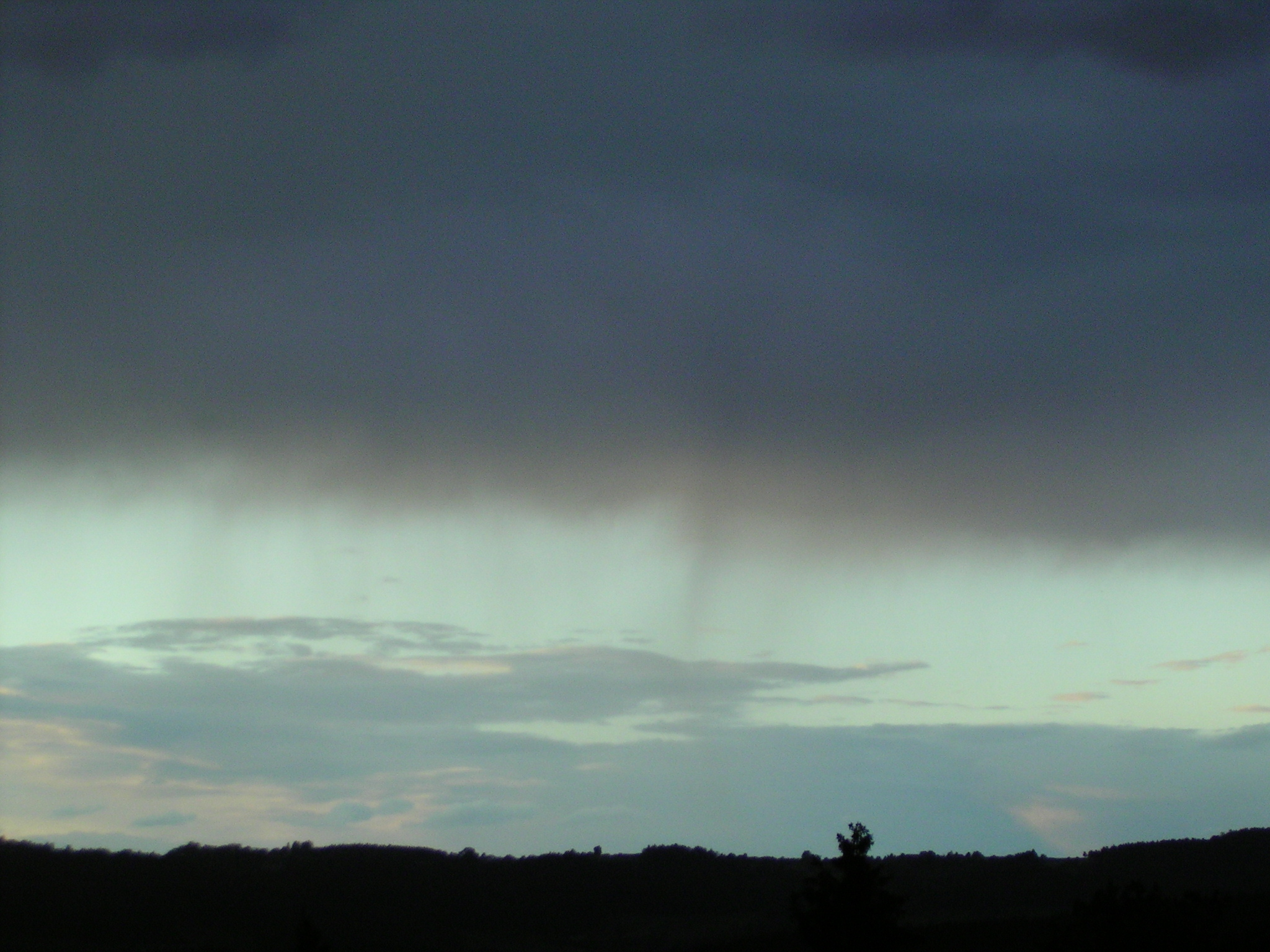
Nimbostratus virga
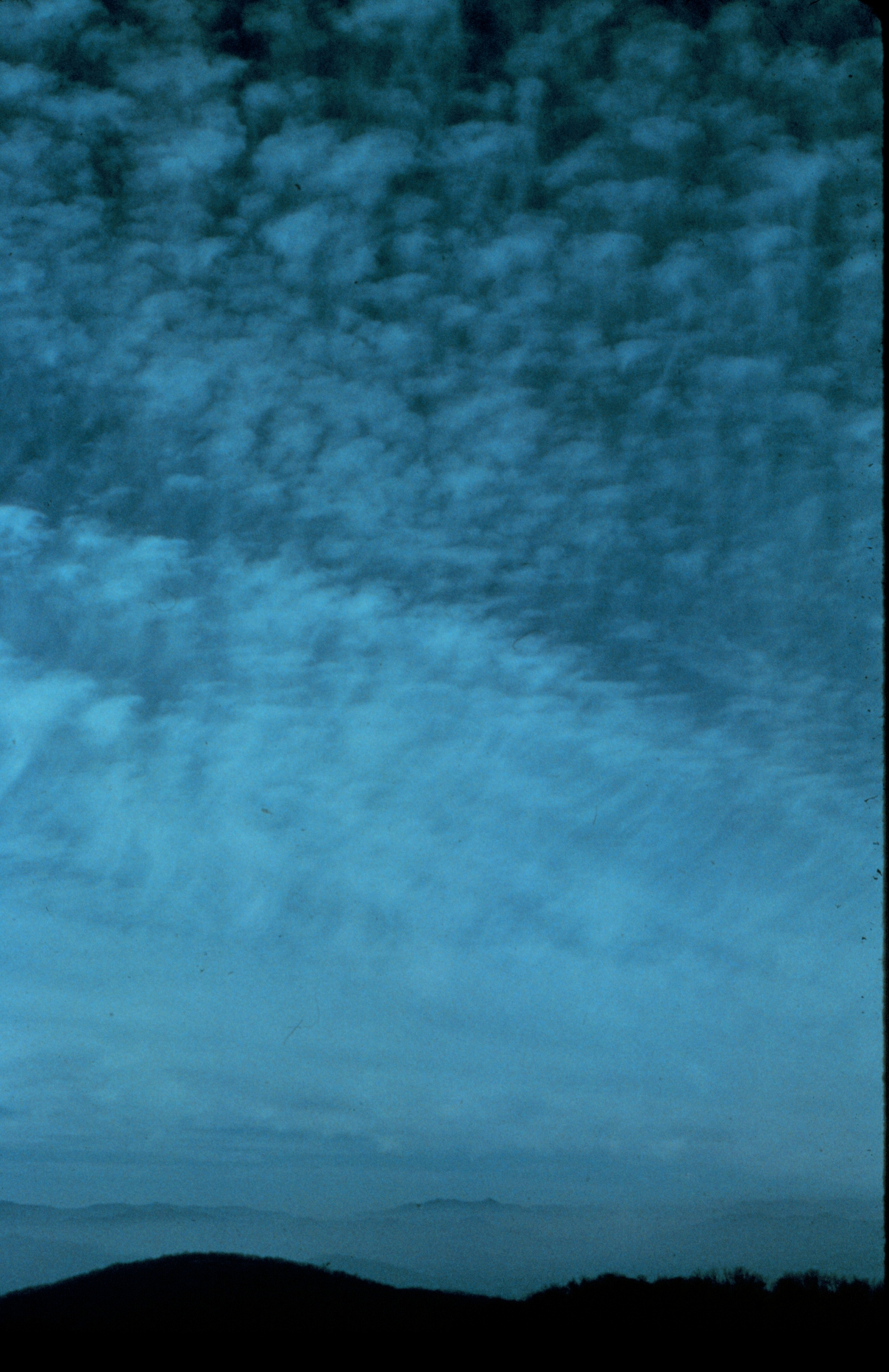
Virga
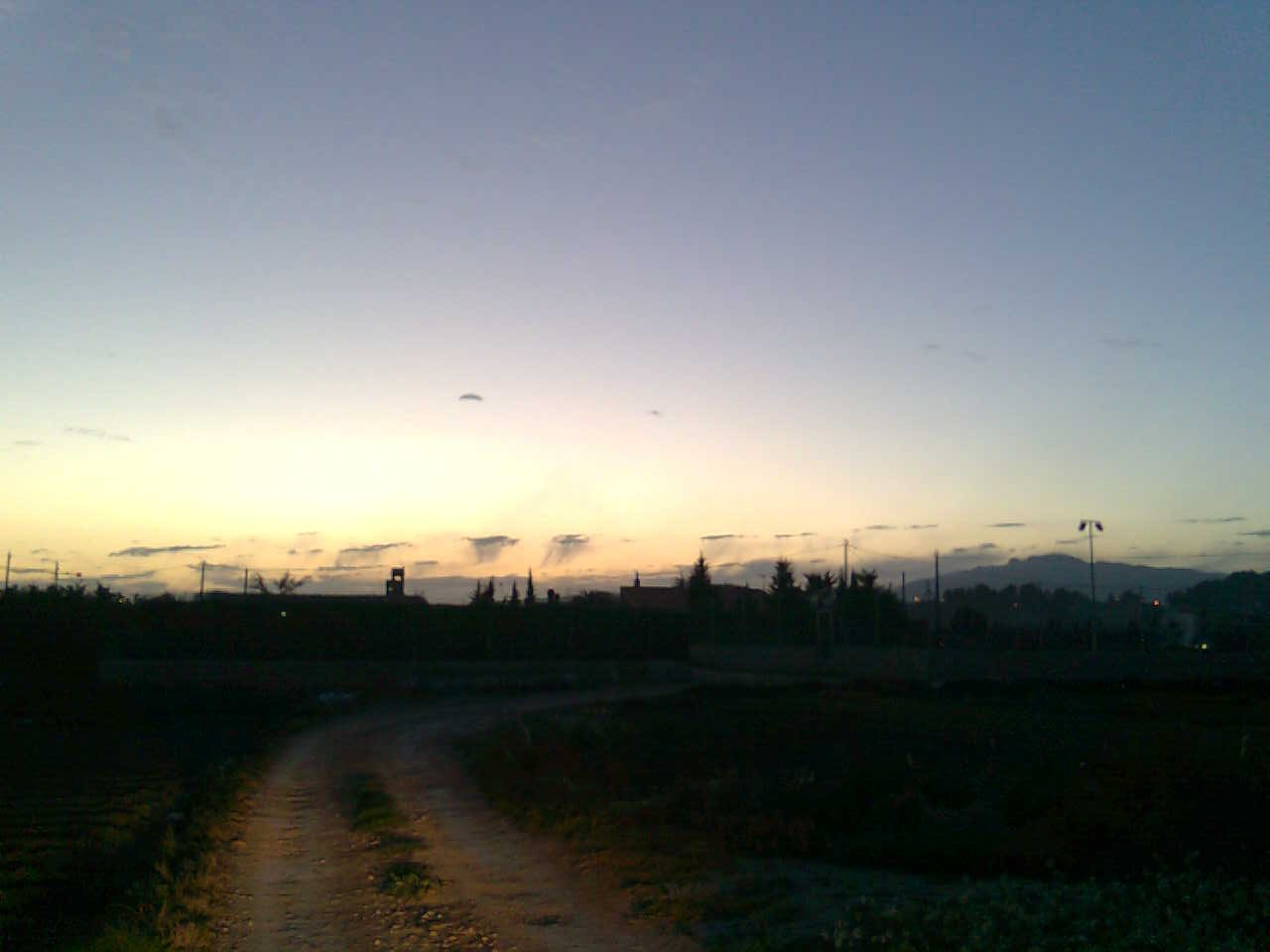
Nubes cortina sobre el cielo de Ceutí (Murcia, España)
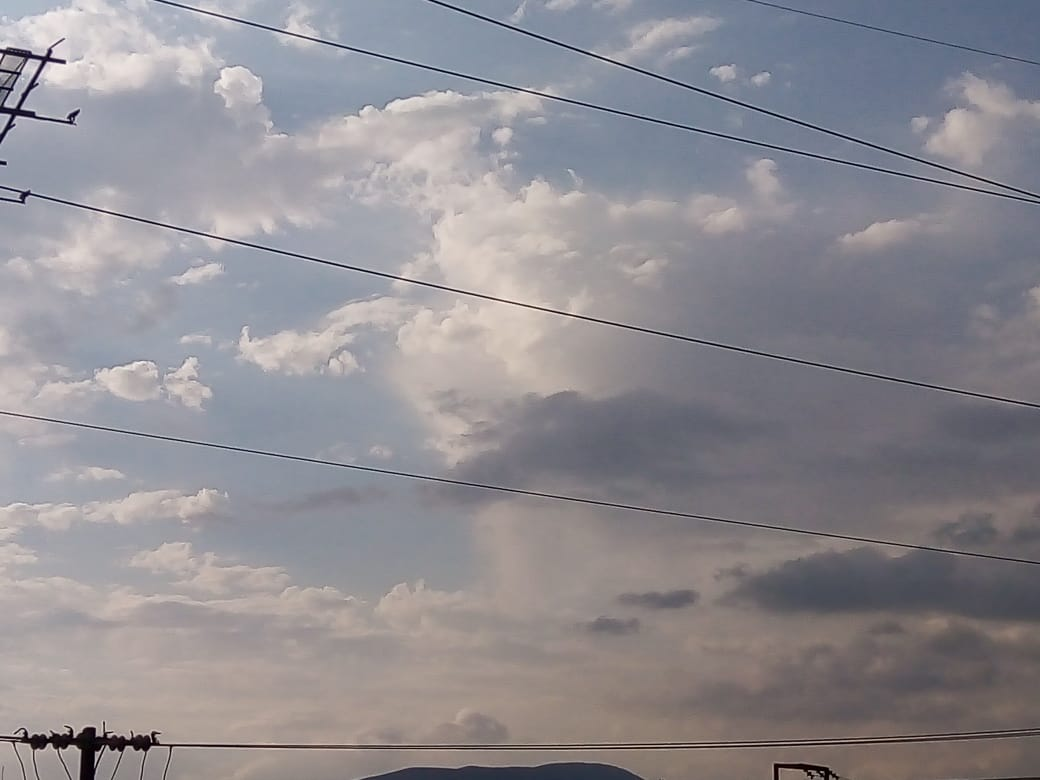
Virga cayendo de nubes cúmulo.
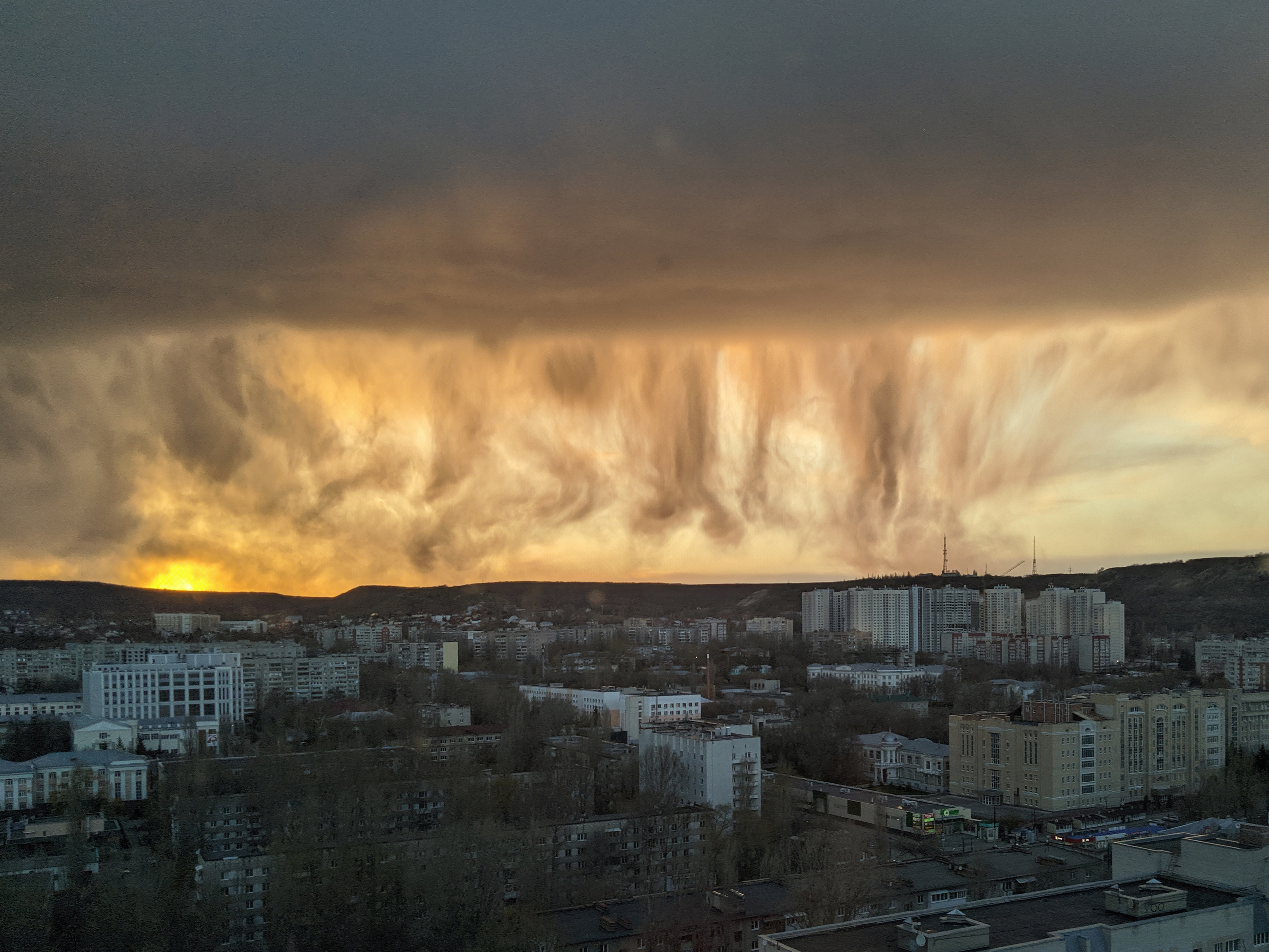
Virga en Sarátov (Rusia)

## Virga extraterrestre
En la atmósfera de Venus se producen lluvias de ácido sulfúrico, que caen evaporándose antes de llegar al terreno, debido al intenso calor en su superficie.